# 三角乡 (永修县)
三角乡，是中华人民共和国江西省九江市永修县下辖的一个乡镇级行政单位。

## 行政区划
三角乡下辖以下地区：
三角街社区、永丰村、树下村、爱群村、联群村、联丰村、鄱湖村、白沙村、里港村、淦坊村、五星村、周坊村、建华村、红旗村和水产场生活区。